# Хомо економикус
Хомо економикус означава себичног човека који тежи превасходно материјалној, економској користи. Хомо економикус све своје потребе и циљеве подређује економској моћи као врхунској вредности.